# Dino: Italian Love Songs
Dino: Italian Love Songs – siódmy album studyjny autorstwa włosko-amerykańskiego piosenkarza Deana Martina wydany przez Capitol Records. Sesje muzyczne odbyły się między 6 a 8 września 1961 roku, a album ukazał się 5 lutego 1962 roku. Orkiestrę poprowadził i zaaranżował Gus Levene.

## Utwory
| A1 | Just Say I Love Her (Dicitencello Vuie)     | 2:47 |
| A2 | Arrivederci Roma                            | 2:41 |
| A3 | My Heart Reminds Me                         | 2:28 |
| A4 | You’re Breaking My Heart (Mattinata)        | 2:45 |
| A5 | Non Dimenticar (Don’t Forget)               | 3:05 |
| A6 | Return To Me (Ritorna A Me)                 | 2:44 |
| B1 | Vieni Su                                    | 2:26 |
| B2 | On An Evening In Roma (Sotter Celo De Roma) | 2:28 |
| B3 | Pardon (Perdoname)                          | 3:00 |
| B4 | Take Me In Your Arms (Torna A Surriento)    | 2:38 |
| B5 | I Have But One Heart (O Marenariello)       | 3:02 |
| B6 | There’s No Tomorrow (O Sole Mio)            | 2:48 |